# Ivangorods fästning
För andra betydelser, se Ivangorods fästning (olika betydelser).

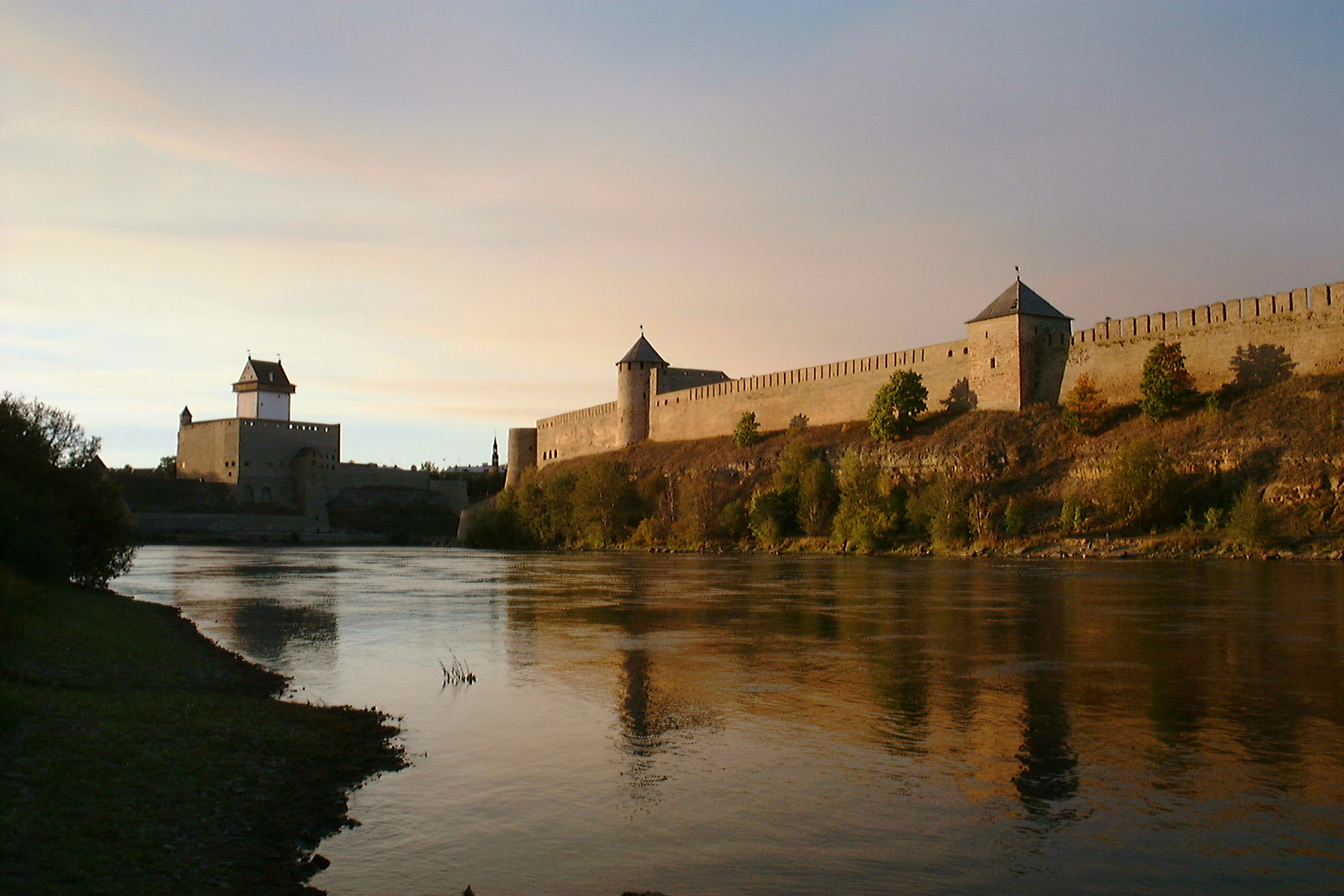
Till vänster Narva slott med det vita tornet Långe Hermann och till höger Ivangorods fästning.

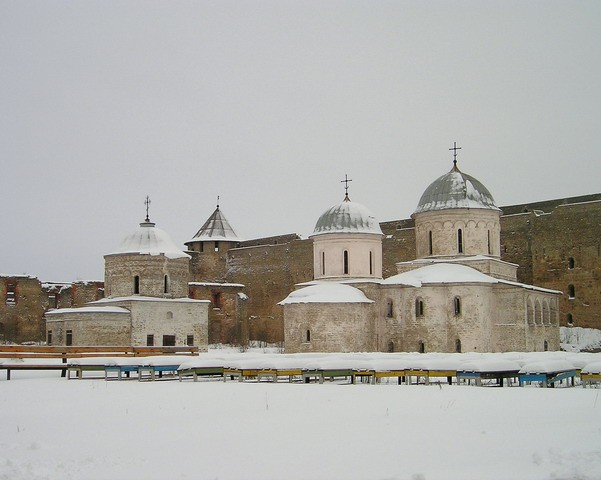
Två kyrkor innanför fästningsmurarna.

Ivangorods fästning är en rysk medeltida fästning som grundades 1492 under Ivan III:s regeringstid och därefter har vuxit till gränsstaden Ivangorod i Ryssland. Fästningen ligger vid Narvafloden mitt emot Narva slott (Hermannsborg) i den estniska staden Narva.

## Historik
Den ursprungliga fästningen uppfördes 1492 för att hindra svenskarna från att landvägen underhålla förbindelser med svärdsriddarorden och uppkallades efter storfursten av Moskva Ivan III. Under det svensk-ryska kriget 1495–1497 erövrade och förstörde svenska trupper 1496 fästet, vilket dock återuppbyggdes av ryssarna. År 1581 intogs Ivangorod av Pontus De la Gardie och förblev därefter i svenskarnas händer till 1590, då Karl Henriksson Horn, för att rädda Narva, återlämnade fästet till tsaren. Under Ingermanländska kriget (1610–1617) erövrades Ivangorod 1612 av Evert Horn af Kanckas och i freden i Stolbova 1617 avträddes det jämte det övriga Ingermanland till Sverige.
Under Stora nordiska kriget (1700–1721) började Ivangorod att belägras av ryssarna i september 1700 tills det efter en månad undsattes av Karl XII, i det som kallas slaget vid Narva. Peter I av Ryssland vann tillbaka fästningen från svenskarna 1704, efter en ny belägring.
Under första världskriget intogs slottet av tyska trupper. Åren 1919–1940 tillhörde slottet Estland. Under andra världskriget tillhörde slottet åren 1940–1941 Sovjetunionen och åren 1941–1944 Nazityskland.
År 1944 förstördes Ivangorods västra torn, tillsammans med stora delar av staden i samband med kraftiga strider mellan tyska och ryska trupper.
Fästningen har varit öppet för besökare sedan 1986 och innefattar bland annat ett museum.